# Alfred Heuß
Alfred Heuß (auch: Heuss; * 27. Juni 1909 in Gautzsch bei Leipzig; † 7. Februar 1995 in Göttingen) war ein deutscher Althistoriker.

## Leben
Alfred Heuß jr. war der Sohn des Musikschriftstellers Alfred Heuß und ältere Bruder des Ökonomen Ernst Heuss. In Leipzig besuchte er das Königin-Carola-Gymnasium. Er studierte Klassische Philologie, Geschichte und Philosophie an den Universitäten Leipzig, Tübingen und Wien, ab 1931 auch noch Jura in Leipzig. Als Schüler des Althistorikers Helmut Berve wurde er 1932 mit einer Arbeit über die völkerrechtlichen Grundlagen der römischen Außenpolitik während der Republik promoviert und erwarb 1935 mit zwei Arbeiten zum modernen Völkerrecht auch den Dr. iur. Bereits 1936 habilitierte er sich mit einer bis heute einflussreichen Arbeit über das Verhältnis des hellenistischen Königs zur griechischen Polis für Alte Geschichte an der Universität Leipzig.

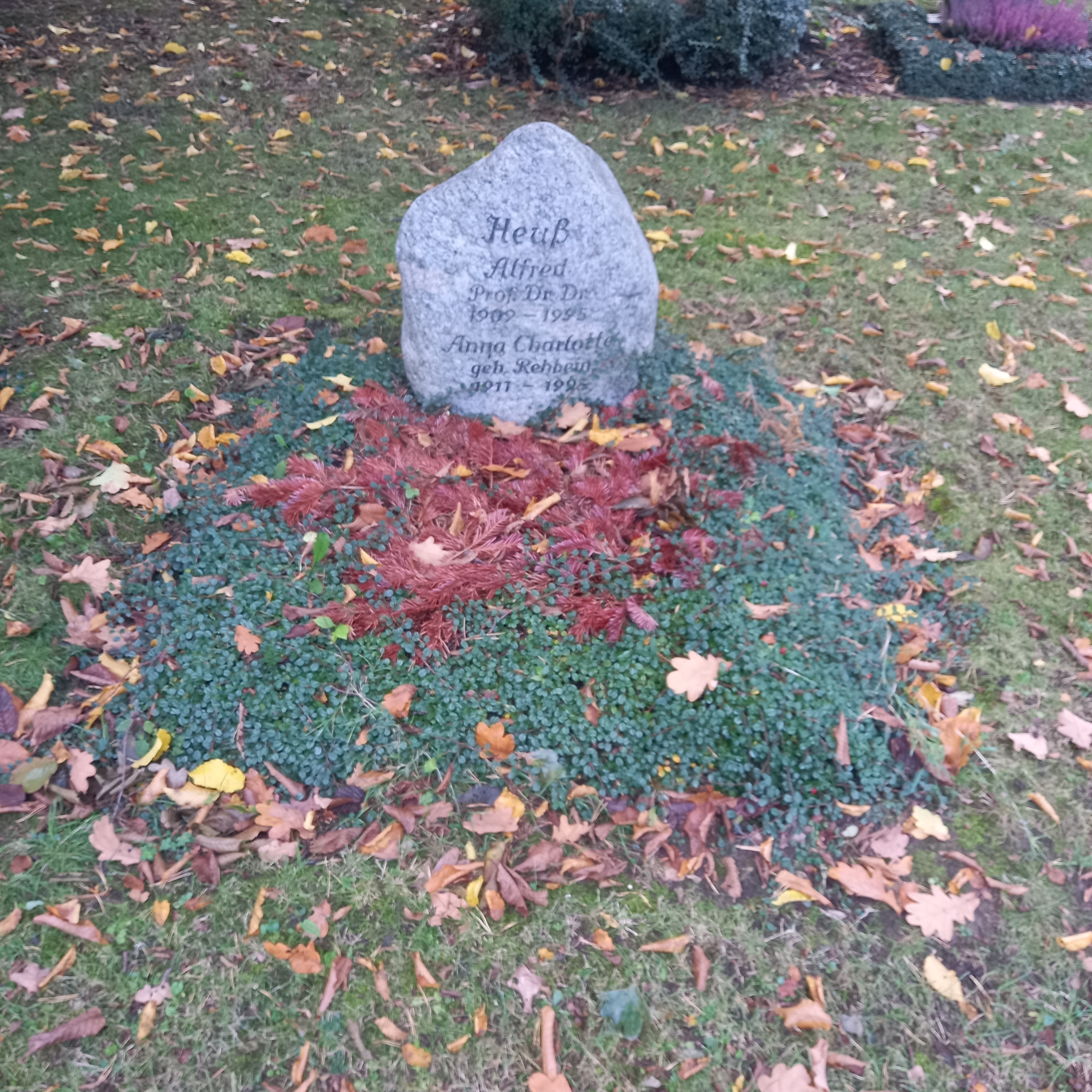
Das Grab von Alfred Heuß und seiner Ehefrau Anna Charlotte geborene Rehbein auf dem Parkfriedhof Junkerberg in Göttingen

Zu den nationalsozialistischen Machthabern und ihrer Ideologie hielt er zunächst Abstand, was seine Laufbahn anfangs erschwerte. Im August 1934 publizierte er in einer Schweizer Zeitung anonym eine kritische Analyse der deutschen Gesellschaft unter nationalsozialistischer Herrschaft. Nach einem negativen Urteil von Wilhelm Weber über seine politische Linientreue („Wissenschaftlich ohne Zweifel dozenturreif, menschlich trotz offenkundiger Fehler überwiegend positiv, politisch bestimmt noch kein Nationalsozialist“) beantragte er am 28. Juni 1937 aber doch die Aufnahme in die NSDAP und wurde rückwirkend zum 1. Mai desselben Jahres aufgenommen (Mitgliedsnummer 4.526.799). Im Dezember 1937 wurde er, auch dank der Fürsprache Berves, zum Dozenten ernannt. Von 1938 bis 1941 vertrat er einen Lehrstuhl an der Universität Königsberg. Darauf folgten Professuren an den Universitäten Breslau (außerordentlicher Professor 1941–1943; ordentlicher Professor 1943–1945), Kiel (1945–1946), Köln (1946–1948), wiederum Kiel (1949–1954), wo die erste Fassung seiner bis heute einschlägigen Römischen Geschichte entstand, und von 1954 bis zu seiner Emeritierung 1977 an der Universität Göttingen.
Ab 1957 war er Mitglied der Akademie der Wissenschaften zu Göttingen, von 1954 bis 1958 zudem Vorsitzender der Mommsen-Gesellschaft. Heuß war Herausgeber der Propyläen Weltgeschichte (Band I bis IV) und des Jahrbuchs Antike und Abendland und der Reihe Zetemata. Zu seinen akademischen Schülern gehörten unter anderem Jochen Bleicken und Hans-Joachim Gehrke.
Heuß, der sich selbst als Universalhistoriker verstand, beschäftigte sich zeitlebens auch mit den übrigen geschichtlichen Epochen sowie der Theorie der Geschichte. So gab er zusammen mit Golo Mann und August Nitschke die zehnbändige Propyläen Weltgeschichte heraus, wobei er vor allem die Bände zur Antike betreute. So ist sein wissenschaftliches Werk bis heute besonders für die Alte Geschichte von sehr großer Bedeutung. Zum geflügelten Wort wurde seine Formulierung vom Verlust der Geschichte, ein Buchtitel von 1959.
1983 erhielt er den erstmals verliehenen Preis des Historischen Kollegs.

## Politische Einstellung
Heuß wurde 1937 vom Leiter des NS-„Dozentenlagers“, dem SS-Offizier Wilhelm Grundig, wie folgt beurteilt: Heuß sei „ein Eigenbrödler mit induilekten [sic] Einschlag [...]. Er ist eine jener kraft- und saftlosen Erscheinungen, die von der Hochschule fernzuhalten sind [...]. Von Kameradschaft, Sinn zur Gemeinschaft und überhaupt nat.soz. Grundhaltung ist bei ihm nicht ein Hauch vorhanden. Kurz gesagt, eine vollkommene Null, ein Querulant und Miesmacher.“ Heuß entschied sich, wie viele seiner Generation, während der NS-Diktatur dann aber für einen Kurs der Anpassung, um sich nicht politisch zu exponieren und seine akademische Karriere nicht zu gefährden, hielt aber im Unterschied zu Althistorikern wie Fritz Schachermeyr einen gewissen Abstand zur herrschenden Ideologie. Indem er später bei anderen Gelehrten die unerzwungene Infiltration der NS-Ideologie in ihre Lehre und Forschungen mit deutlichen Worten kritisierte, beanspruchte er rückblickend zumindest implizit, seine innere geistige Autonomie gegenüber dem Zeitgeist gewahrt und sich nicht kompromittiert zu haben. Zwar lieferte er 1943 den Beitrag Die Gestaltung des römischen und des karthagischen Staates bis zum Pyrrhos-Krieg für den heute berüchtigten, von Joseph Vogt herausgegebenen und von einer antisemitischen Geschichtsdeutung geprägten Band Rom und Karthago, allerdings ist sein Aufsatz tatsächlich in weitaus geringerem Maße von nationalsozialistischer Ideologie durchdrungen als andere Teile des Buches. Von seinem wesentlich tiefer verstrickten Lehrer Helmut Berve distanzierte sich Heuß aber auch nach 1945 allenfalls äußerst verhalten.
Heuß selbst war zeitlebens ein bekennender Nationalkonservativer, der aus den Erfahrungen der nationalsozialistischen Diktatur bestimmte Konsequenzen gezogen hatte: Die Machtübernahme durch Adolf Hitler, dessen ideologische Verblendung und Verbrechen, aber auch geistige Insuffizienz Heuß schonungslos verurteilte, betrachtete er als Kontinuitätsbruch in der deutschen Geschichte von katastrophalen Dimensionen und Auswirkungen, auch für die Deutschen selbst. Er lehnte allerdings die Vorstellung einer deutschen Kollektivschuld ab und bestritt entschieden, dass die nationalsozialistischen Verbrechen für die Zeitgenossen, denen die Kenntnis des Ausgangs gefehlt habe, auch nur entfernt vorhersehbar gewesen seien: Weder der Eroberungs- und Vernichtungskrieg und noch weniger der Völkermord an den Juden seien 1933 als Möglichkeit überhaupt vorstellbar gewesen und schon gar nicht von einem bedeutenden Teil der deutschen Bevölkerung, über Hitler selbst und eine relativ kleine verbrecherische Clique seiner Helfershelfer hinaus, gewollt worden. Dies gelte selbst für den größten Teil der Anhänger und Mitglieder der NSDAP (also auch Heuß selbst). Auf die verantwortungslose, verbrecherische und wahnwitzige Person an der Spitze des ganzen Systems sei daher alles angekommen; dieser gab Heuß die Schuld für die Verbrechen. Zudem sei Hitlers Machteroberung einer Konstellation von Zufälligkeiten zu verdanken gewesen, insbesondere den Schwierigkeiten der politischen Lage, der Unfähigkeit seiner innen- und außenpolitischen Gegner und der politischen Verantwortungsträger um den Reichspräsidenten Paul von Hindenburg im Vorfeld der Machteroberung sowie der weit verbreiteten Unterschätzung seiner Gefährlichkeit und Radikalität, keineswegs aber langfristig wirksamen und damit zwangsläufig auf dieses Ergebnis zusteuernden Faktoren.
Von einem deutschen Sonderweg, dessen quasi notwendiges Endergebnis Hitler gewesen sei, könne, so Heuß, nicht die Rede sein. Letztlich seien die Jahre der NS-Diktatur, da „das Subjekt der Geschichte (das deutsche Volk) seine aktive Subjektivität verliert und nur noch passiv existiert“, vielmehr gar kein Teil der deutschen Geschichte, sondern nur die Geschichte eines „Fremden“, nämlich Hitlers, der sich für seine übergeordneten ideologischen Ziele, so Heuß, gerade nicht auf eine breite Unterstützung der deutschen Bevölkerung habe stützen können und der daher „bereits in den Krieg als ein ‚Fremder‘ gezogen (ist), obgleich der Sieg von 1940 dies für einen Augenblick verdeckte, und … es immer mehr werden (mußte), je länger das Kriegsgeschehen eines plausiblen Sinns entbehrte.“ Hitlers Wähler und Anhänger hätten gar „kein politisches Profil“ besessen, seien „von Stimmungen, Hoffnungen und Sehnsüchten gepeitschte Massen, aber vor der Machtergreifung keineswegs fest verortet, sondern eher Treibsand, der sich anderswo gelöst hatte. Hitler war, genau genommen, ein Epiphänomen einer transitorischen seelischen Stimmungslage, deren latente Voraussetzung allein keine eigene Kraftquelle bedeutete. Substantiell war Hitler mit der gesellschaftlich-politischen Realität nur fragmentarisch verknüpft.“ Der Kritik der 68er-Bewegung am Verhalten seiner Generation, also der Zeitgenossen des Dritten Reichs, warf er eine Verkennung der damaligen Lage und vor allem eine Ausblendung des diktatorischen und terroristischen Charakters der kommunistischen Regimes vor, deren Ideologie hier in Wahrheit propagiert werde, und bezeichnete sie als heuchlerisch und missbräuchlich. Von Kritikern wurden diese Positionen als apologetisch verurteilt, da Heuß die Verantwortung der meisten Deutschen, einschließlich erklärter NS-Anhänger, für die Verbrechen des Nationalsozialismus kleinrede.
Heuß selbst trat nach 1945 entschieden für den demokratischen Rechtsstaat, die Aufrechterhaltung des Wiedervereinigungsziels und bürgerliche Werte ein und erteilte zugleich allen egalitären, sozialistischen oder anarchistischen Ansätzen als wirklichkeitsfremden und gefährlichen Utopien eine klare Absage. Gerade weil Hitlers Vernichtung der Freiheit und Rechtsstaatlichkeit am Anfang der Katastrophe gestanden habe, war Heuß auch ein ebenso entschiedener und kompromissloser Antikommunist. Die Berufung auf die Tradition des kommunistischen Widerstandes gegen die nationalsozialistische Diktatur und deren Fortführung im sogenannten Antifaschismus kritisierte er als Missbrauch und als pseudomoralischen Vorwand für einen Kampf gegen die bestehende freiheitliche gesellschaftliche und politische Ordnung der westlichen Welt und der Bundesrepublik Deutschland. Historische Bildung, deren angeblich fortschreitenden Verfall er immer wieder beklagte, begriff er hingegen als wesentliche Grundlage der politischen Urteilsfähigkeit eines mündigen Bürgers im Sinne wahrer Aufklärung und damit auch als Voraussetzung für jeden Führungsanspruch, während er „linken“ gesellschaftspolitischen Theorien aller Art mit größter Reserve, Misstrauen und Sarkasmus begegnete und sie ihrer „gleisnerischen Umhüllung aus humanitären Begriffen“ zu entkleiden trachtete. Die 68er-Bewegung verstörte und beunruhigte Heuß zutiefst, da er sie als antidemokratisch einschätzte und für ähnlich gefährlich hielt wie seinerzeit den Nationalsozialismus. 
Im Jahr 1968 setzte er daher als Mitglied einer Promotionskommission an der Universität Göttingen aus politischen Gründen durch, dass die Dissertation des Soziologen Martin Baethge nicht angenommen wurde und dieser nicht mehr in Göttingen promovieren konnte. Der Frankfurter Schule warf er vor, durch Eroberung der Deutungshoheit mit unlauteren Mitteln, insbesondere dem einer planmäßig betriebenen Geschichtsklitterei – Hauptgegner waren hier neben Max Horkheimer, Theodor W. Adorno und Jürgen Habermas die Historiker Fritz Fischer und Hans-Ulrich Wehler – die gesellschaftspolitische Debatte vergiftet und zum Geschichtsverlust der Deutschen nach 1945 wesentlich beigetragen zu haben, indem sie auch die deutsche Geschichte vor 1933 durch die Rückverfolgung angeblicher Ursachen des Nationalsozialismus in weit zurückliegende Epochen in ein so ungünstiges Licht gestellt hätten, dass den Deutschen jede Identifikation mit der eigenen Geschichte unmöglich geworden sei.
Noch in seinem letzten Buch Versagen und Verhängnis. Vom Ruin deutscher Geschichte und ihres Verständnisses versuchte Heuß, zunehmend verzweifelt und verbittert, dieser seiner Meinung nach von Grund auf verfehlten und intellektuell unredlichen, ja böswilligen Interpretation, bei der es sich für ihn um nichts Geringeres als die Identitätsfrage des deutschen Volkes handelte, mit seiner eigenen Sicht der Dinge entgegenzutreten.

## Schriften (Auswahl)
- Die völkerrechtlichen Grundlagen der römischen Außenpolitik in republikanischer Zeit (= Klio. Beiheft 31). Dieterich, Leipzig 1933 (Nachdruck: Scientia, Aalen 1963).
- Stadt und Herrscher. In ihren Staats- und völkerrechtlichen Beziehungen. Dieterich, Jena 1937.
- Theodor Mommsen und das 19. Jahrhundert (= Veröffentlichungen der Schleswig-Holsteinischen Universitätsgesellschaft. Neue Folge, Band 19). Ferdinand Hirt, Kiel 1956 (Nachdruck: Steiner, Wiesbaden 1996, ISBN 3-515-06966-6).
- Verlust der Geschichte (= Kleine Vandenhoeck-Reihe. Band 82). Vandenhoeck & Ruprecht, Göttingen 1959.
- Römische Geschichte. Westermann, Braunschweig 1960 (10. Auflage: Herausgegeben, eingeleitet und mit einem neuen Forschungsteil versehen von Jochen Bleicken, Werner Dahlheim und Hans-Joachim Gehrke. Schöningh, Paderborn 2007, ISBN 978-3-506-73927-8).
- Der erste Punische Krieg und das Problem des Römischen Imperialismus. Zur politischen Beurteilung des Krieges (= Libelli. Band 130). 3. Auflage, Wissenschaftliche Buchgesellschaft, Darmstadt 1970.
- Ideologiekritik. Ihre theoretischen und praktischen Aspekte. de Gruyter, Berlin u. a. 1975, ISBN 3-11-005981-9.
- Ciceros Theorie vom römischen Staat (= Nachrichten der Akademie der Wissenschaften in Göttingen, Philologisch-historische Klasse. Jahrgang 1975, Nummer 8). Vandenhoeck & Ruprecht, Göttingen 1976, ISBN 3-525-85262-2.
- Barthold Georg Niebuhrs wissenschaftliche Anfänge. Untersuchungen und Mitteilungen über die Kopenhagener Manuscripte und zur europäischen Tradition der lex agraria (loi agraire) (= Abhandlungen der Akademie der Wissenschaften zu Göttingen. Philologisch-Historische Klasse. Dritte Folge, Nummer 114). Vandenhoeck & Ruprecht, Göttingen 1981, ISBN 3-525-82394-0.
- Gedanken und Vermutungen zur frühen römischen Regierungsgewalt (= Nachrichten der Akademie der Wissenschaften in Göttingen, Philologisch-Historische Klasse. Jahrgang 1982, Nummer 10). Vandenhoeck & Ruprecht, Göttingen 1983, ISBN 3-525-85116-2.
- Versagen und Verhängnis. Vom Ruin deutscher Geschichte und ihres Verständnisses. Siedler, Berlin 1984, ISBN 3-88680-107-1.
- Gesammelte Schriften in 3 Bänden. Band 1: Griechische Geschichte, Griechische und römische Geschichte, Weltgeschichte. Band 2: Römische Geschichte. Band 3: Wissenschaftsgeschichte und -theorie, Völkerrecht, Universitäts- und Schulreform. Steiner, Stuttgart 1995, ISBN 3-515-06716-7.